# Sybrand van Haersma
Sybrand van Haersma (Kootstertille, 11 augustus 1766 - Buitenpost, 12 september 1839) was een Nederlands bestuurder.

## Biografie
Van Haersma was een zoon van Daniël de Blocq van Haersma, eveneens grietman van Achtkarspelen en Maria Wybrandi, dochter van Sybrand Wybrandi, secretaris van de Kollumerland. Van Haersma werd geboren en gedoopt in Kootstertille, maar verhuisde met zijn ouders in 1767 naar de Haersmastate die zijn vader in Buitenpost had laten bouwen.
Van Haersma bekleedde verschillende functies. In 1788 volgde hij zijn broer Arent Aulus op als secretaris van Achtkarspelen. Vanaf dat jaar trad hij eveneens op als Volmacht ten Landsdage namens Oostdongeradeel en later namens Achtkarspelen. In 1806 werd hij drost van Workum. Verder was hij drost en later baljuw van Leeuwarderadeel en Idaarderadeel. Van deze laatste grietenij was zijn schoonvader Cornelis van Scheltinga eerder grietman. Tussen 1811 en 1816 was Van Haersma actief als vrederechter van Buitenpost. In 1814 was hij een van de leden van de Vergadering van Notabelen, deze vergadering was belegd om te stemmen over de eerste Nederlandse Grondwet. Hierbij was ook zijn zwager Johannes Casparus Bergsma aanwezig.
In 1814 werd Van Haersma lid van de Provinciale Staten van Friesland, in eerste instantie namens Achtkarspelen, maar later namens het district van Bergum. In 1816 werd Van Haersma grietman van Achtkarspelen. Daarmee volgde hij zijn vader op die ten tijde van de Bataafse Revolutie uit deze functie werd gezet. Sybrand werd opgevolgd door Daniel de Blocq van Haersma de With, zoon van zijn zus Catharina van Haersma en Jan Minnema de With.
Van Haersma erfde de Haersmastate te Buitenpost in 1821 na het overlijden van zijn moeder. Na zijn overlijden vererfde de state op zijn neef en opvolger als grietman, Daniel de Blocq van Haersma de With.

## Huwelijk
Van Haersma trouwde op 22 juni 1794 te Idaard met Isabella Boreel van Scheltinga. Zij was een dochter van Cornelis van Scheltinga en Aurelia Aletta van Haersma. Isabella was zowel via haar vader als via haar moeder aan Sybrand verwant. Het echtpaar kreeg geen kinderen en met Sybrand stierf het geslacht Van Haersma in mannelijke lijn uit.

## Onderscheiding
- Ridder in de Orde van de Nederlandse Leeuw